# Головастик (физика)

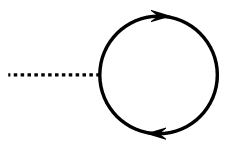
Диаграмма-головастик

Головастик —  в квантовой теории поля однопетлевая диаграмма Фейнмана с одним внешним ребром, дающим вклад в одноточечную корреляционную функцию (т. е. математическое ожидание поля в вакууме). Однопетлевые диаграммы с пропагатором, который соединяется с той же вершиной, из которой выходит, часто также называют головастиками. Для многих безмассовых теорий эти графики исчезают при размерной регуляризации (благодаря анализу размерностей и отсутствию какого-либо собственного масштаба масс в петлевом интеграле). Поправки на головастиков необходимы, если соответствующее внешнее поле имеет ненулевое значение математического ожидания вакууме, например, поле Хиггса.
Диаграммы-головастики были впервые использованы в 1960-х годах. Ранний пример был опубликован Абдусом Саламом в 1961 году, хотя не он предложил это название. Физики Сидни Коулман и Шелдон Глэшоу широко использовали диаграммы-головастики для объяснения нарушения симметрии в сильном взаимодействии в 1964 году.